# Tiamina pirofosfato
La tiamina pirofosfato (o tiammina difosfato), abbreviata come TPP, è il coenzima delle decarbossilasi dei chetoacidi e delle transchetolasi. Ha un ruolo importante nella decarbossilazione ossidativa del piruvato e dell'α-chetoglutarato nel ciclo di Krebs (importante per la formazione di energia metabolica) e nella reazione transchetolasica nella via dei pentoso fosfati (importante per la produzione di NADPH e di ribosio 5-fosfato).

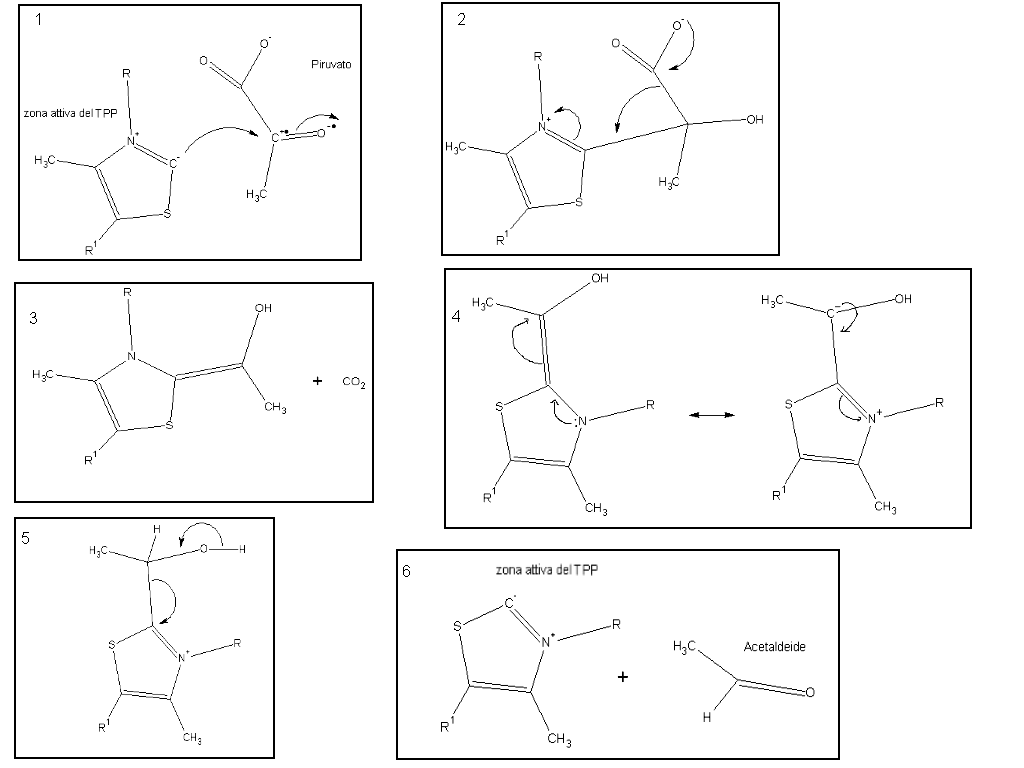
Meccanismo di reazione

Il meccanismo di reazione della decarbossilazione del piruvato catalizzata dalla tiamina pirofosfato prevede la formazione di un legame covalente tra l'atomo di carbonio adiacente all'atomo di azoto e di zolfo dell'anello tiazolico (C2) (precedentemente deprotonato) ed il carbonio carbonilico (elettronpovero) del piruvato. Questo intermedio della reazione porta poi alla perdita di CO2 in quanto l'anello tiazolico stabilizza per risonanza il carbanione che si forma quando il gruppo -COO- si riarrangia liberandosi come CO2. Successivamente l'idrossietil tiamina pirofosfato libera un'aldeide, nel caso del piruvato l'acetaldeide, e si rigenera l'enzima.
Nella decarbossilazione ossidativa del piruvato entrano in gioco 5 coenzimi e tre enzimi (presenti in più copie formando il complesso della piruvato deidrogenasi), che trasformano il piruvato in Acetil Coenzima-A e CO2. La transchetolasi, invece, catalizza il trasferimento di un gruppo aldeidico da un donatore ad un accettore.
Il suo precursore è la tiamina, detta anche vitamina B1.